# 울란바토르 지하철
울란바타르 메트로(몽골어: Улаанбаатар метро)는 몽골의 수도인 울란바토르에서 계획 중인 몽골 최초의 광역전철(지하철) 노선으로, 2012년에 승인되어 2030년에 완공될 예정이다.

## 역사
프로젝트 초기 연구의 정확한 날짜는 알 수 없으나, 계획은 도시의 인구가 100만 명을 돌파한 2000년대 초반에 시작되었다. 2010년 기준으로 울란바토르의 인구는 1,240,037명이며 매년 약 10만 명씩 증가하고 있다.
2011년 말에 지하철 계획이 결정되었다. 이 프로젝트는 일본 및 다른 국제 자본에 의한 융자로 계획되어 있다. 그것은 몇 년 후로 연기된 2015년이다. 2016년까지 공사를 하다 잠시 지연된 후 2018년 부터 다시 공사가 시작되었다 2022년 개통할 예정이였지만 지금은 2025녕에 완공후 2030년에 개통될 예정이다